# Erodiophyllum
Erodiophyllum  es una género de planta, perteneciente a la familia Asteraceae. Comprende 2 especies descritas y  aceptadas. Es originario de Australia.

## Taxonomía
El género fue descrito por Ferdinand von Mueller y publicado en Fragmenta Phytographiae Australiae 9: 119. 1875. La especie tipo es Erodiophyllum elderi F.Muell.
Etimología
El nombre del género deriva de Erodium, y la palabra griega phyllon, = hoja: refiriéndose a la  semejanza de las hojas a las de algunas especies de Erodium, como Erodium botrys.

## Especies
A continuación se brinda un listado de las especies del género Erodiophyllum aceptadas hasta junio de 2011, ordenadas alfabéticamente. Para cada una se indica el nombre binomial seguido del autor, abreviado según las convenciones y usos.
- Erodiophyllum acanthocephalum Stapf
- Erodiophyllum elderi F.Muell.